# Hubert Tittelbach
Hubert Tittelbach (18. února 1813 Vroutek – 3. listopadu 1890 Žatec) byl rakouský a český lékař a politik německé národnosti, v 2. polovině 19. století poslanec Českého zemského sněmu.

## Biografie
Narodil se v rodině rukavičkáře Jakoba Tittelbacha a jeho manželky Elisabethy Hamplové.
Vystudoval medicínu. Získal doktorát z lékařství a profesně působil jako praktický lékař v Žatci. Byl členem městské rady a v letech 1879–1889 starostou Žatce. V roce 1884 se taky stal okresním starostou. Byl členem prezídia úvěrového a hypotečního spolku v Žatci. V květnu 1886 mu bylo uděleno čestné občanství města Žatce.
Na konci 70. let 19. století se začal angažovat i v zemské politice. Ve volbách v roce 1878 byl zvolen v městské kurii (volební obvod Žatec, Kadaň) do Českého zemského sněmu. Mandát zde obhájil ve volbách v roce 1883 a volbách v roce 1889. Uvádí se jako německý liberál (takzvaná Ústavní strana, liberálně a centralisticky orientovaná, odmítající federalistické aspirace neněmeckých etnik, později Německá pokroková strana).
S manželkou Marií Wüstlovou měl syna Theodora (1851–1901), který byl okresním hejtmanem.